# Ricardo Quintanilla
Ricardo Quintanilla   (c. 1933) és un històric pilot de motociclisme català que destacà en competicions de velocitat durant la dècada de 1950 i començaments de la de 1960, havent estat un dels primers catalans a competir regularment en el Campionat del Món de motociclisme.
Després d'haver corregut amb diverses marques (entre les quals Mymsa i Ducati) i d'haver format part de l'equip oficial de Montesa, quan el 1958 va néixer l'empresa Bultaco en fou un dels seus primers pilots oficials, passant a engrossir el primer equip de competició d'aquesta marca (anomenat "Escudería Dos Tiempos"), compost inicialment per Paco González, Marcel Cama i John Grace. El 1960, l'equip al complet -reforçat per a l'ocasió amb Georges Monneret- va batre diversos rècords mundials de velocitat a Montlhéry, a bord de la mítica Bultaco Cazarécords.
El 1968, ja retirat de la competició, fundà l'empresa fabricant d'accessoris i recanvis per a motocicleta RQ, amb seu actualment a Dosrius, Maresme. L'empresa produeix elements de qualitat (els seus components per a motos de trial, per exemple, tenen gran anomenada entre els experts) i treballa per a marques com ara Honda, Gas Gas, Sherco i Beta Itàlia entre d'altres, a banda de fabricar també productes per a la venda directa al públic. RQ exporta a tot Europa, als Estats Units i al Japó.

## Resultats al Mundial de motociclisme[12]
| Any   | Categoria | Moto    | Curses | Victòries | Podi | Pole | Fast lap | Punts | Posició |
| ----- | --------- | ------- | ------ | --------- | ---- | ---- | -------- | ----- | ------- |
| 1961  | 125cc     | Bultaco | 1      | 0         | 0    | 0    | 0        | 1     | 19è     |
| Total |           |         | 1      | 0         | 0    | 0    | 0        | 1     |         |